# Élections législatives de 1951 dans la Haute-Garonne
Les élections législatives françaises de 1951 se tiennent le 17 juin. Ce sont les deuxièmes élections législatives de la Quatrième République.

## Mode de scrutin
Représentation proportionnelle plurinominale suivant la méthode du plus fort reste dans 103 circonscriptions, conformément à la loi des apparentements : les listes qui se sont « apparentées » avant l'élection remportent tous les sièges de la circonscription si leurs voix ajoutées obtiennent la majorité absolue des suffrages exprimés. Il y a 629 sièges à pourvoir.
Le vote préférentiel est admis. 
Dans le département de la Haute-Garonne, sept députés sont à élire.

## Candidats

### Liste du Rassemblement des gauches républicaines, du parti radical-socialiste et de l'Union démocratique et socialiste de la résistance
| N° | Candidats | Candidats                 | Parti   | Principales fonctions                                                                            |
| -- | --------- | ------------------------- | ------- | ------------------------------------------------------------------------------------------------ |
| 01 |           | Maurice Bourgès-Maunoury  | Radical | Député sortant, ancien Ministre, ancien résistant, Compagnon de la Libération                    |
| 02 |           | Georges Turines           | Radical | Instituteur, Villefranche-de-Lauragais, ancien résistant                                         |
| 03 |           | Hippolyte Ducos           | Radical | Ancien député, ancien Ministre, conseiller général du canton de L'Isle-en-Dodon, maire de Lilhac |
| 04 |           | Jean Valès                |         |                                                                                                  |
| 05 |           | Fernand Viala             |         |                                                                                                  |
| 06 |           | Armand de Bertrand-Pibrac | RGR     | Avocat, maire de Saint-Gaudens                                                                   |
| 07 |           | Germain Carrère           |         | Premier adjoint au maire de Toulouse                                                             |

### Liste du Parti communiste français
| N° | Candidats | Candidats        | Parti | Principales fonctions |
| -- | --------- | ---------------- | ----- | --- |
| 01 |           | Jacques Grésa    | PCF   | Député sortant, inspecteur central des contributions, ancien conseiller municipal de Paris et conseiller général de la Seine |
| 02 |           | Marcelle Rumeau  | PCF   | Institutrice, député sortant, ancienne résistante, Toulouse                                                                  |
| 03 |           | Pierre Prévost   | PCF   | Cheminot, ancien résistant, ancien Conseiller de la République                                                               |
| 04 |           | Roger Fargues    | PCF   | Agriculteur |
| 05 |           | Gilbert Foch     | PCF   | Métallurgiste |
| 06 |           | Fernande Valleau | PCF   | Ouvrière |
| 07 |           | Hector Fagès     | PCF   | Artisan ébéniste |

### Liste du Parti socialiste SFIO
| N° | Candidats | Candidats        | Parti | Principales fonctions                                                               |
| -- | --------- | ---------------- | ----- | ----------------------------------------------------------------------------------- |
| 01 |           | Achille Auban    | SFIO  | Député sortant, ancien résistant, conseiller général, maire de Saint-Béat           |
| 02 |           | Eugène Montel    | SFIO  | Président du Conseil général, maire de Colomiers, journaliste                       |
| 03 |           | André Rey        | SFIO  | Ancien résistant, conseiller général, maire de Fronton, professeur d'université     |
| 04 |           | Charles Suran    | SFIO  | Conseiller général, maire de Boulogne-sur-Gesse, instituteur                        |
| 05 |           | Georges Hyon     | SFIO  | Ancien interné politique, conseiller général du canton de Toulouse-Centre, retraité |
| 06 |           | Jean Massio      | SFIO  | Maire de Roques-sur-Garonne, propriétaire                                           |
| 07 |           | Frédéric Guilhem | SFIO  | Médecin vétérinaire en retraite                                                     |

### Liste du Rassemblement du peuple français
| N° | Candidats | Candidats            | Parti | Principales fonctions                             |
| -- | --------- | -------------------- | ----- | ------------------------------------------------- |
| 01 |           | Jacques Maziol       | RPF   | Avocat à la Cour                                  |
| 02 |           | Jean Thomas          | RPF   | Commerçant                                        |
| 03 |           | André Mathieu        | RPF   | Chauffeur-livreur                                 |
| 04 |           | Christian Hérail     | RPF   | Commerçant, adjoint au maire de Neuilly-sur-Seine |
| 05 |           | Auguste Fauré        | RPF   | Ajusteur                                          |
| 06 |           | Georges Andréoli     | RPF   | Agent technique                                   |
| 07 |           | Marie-Louise Dissard | RPF   | Ancienne résistante                               |

### Liste du Mouvement républicain populaire
| N° | Candidats | Candidats           | Parti | Principales fonctions                                                                                        |
| -- | --------- | ------------------- | ----- | --- |
| 01 |           | Alfred Coste-Floret | MRP   | Maître des Requêtes au Conseil d'État, député sortant, maire de Luchon, conseiller général, ancien résistant |
| 02 |           | Raymond Roques      | MRP   | Avoué à Villefranche-de-Lauragais, député sortant                                                            |
| 03 |           | Émile Caffort       | MRP   | Médecin, adjoint au maire de Toulouse                                                                        |
| 04 |           | Michel Sarding      | MRP   | Propriétaire-exploitant, conseiller municipal de Toulouse                                                    |
| 05 |           | Marius Schirmer     | MRP   | Délégué des équipes ouvrières, Toulouse                                                                      |
| 06 |           | Marie Clanet        | MRP   | Manipulatrice de radiologie, conseillère municipale de Toulouse                                              |
| 07 |           | Bernard Sengès      | MRP   | Représentant de commerce                                                                                     |

### Liste du Rassemblement des groupes républicains et indépendants français
| N° | Candidats | Candidats          | Parti | Principales fonctions               |
| -- | --------- | ------------------ | ----- | ----------------------------------- |
| 01 |           | René Chaffiaud     | RGRIF | Industriel à Toulouse               |
| 02 |           | Roger Chamoret     | RGRIF | Commerçant à Toulouse               |
| 03 |           | Maurice Laporte    | RGRIF | Agriculteur propriétaire-exploitant |
| 04 |           | Maurice Batailler  | RGRIF | Artisan ébéniste                    |
| 05 |           | Jacques Despouys   | RGRIF | Docteur en médecine                 |
| 06 |           | Armand Peyrouzelle | RGRIF | Propriétaire agriculteur à Rieumes  |
| 07 |           | Jean Agert         | RGRIF | Secrétaire comptable                |

### Liste de défense des libertés
| N° | Candidats | Candidats      | Parti                | Principales fonctions                 |
| -- | --------- | -------------- | -------------------- | ------------------------------------- |
| 01 |           | Émile Gissot   | Défense des libertés | Consul de France au Salvador retraité |
| 02 |           | Olivier Rouart | Défense des libertés | Ingénieur agricole, Fronton           |
| 03 |           | René Llari     | Défense des libertés | Ingénieur des Arts et Métiers         |
| 04 |           | Anne Faget     | Défense des libertés | Artisan ébéniste                      |
| 05 |           | Pierre Hugonet | Défense des libertés | Métayer                               |
| 06 |           | Jean Lagarde   | Défense des libertés | Ingénieur                             |
| 07 |           | Marie Fournès  | Défense des libertés | Propriétaire                          |

## Élus
| Député sortant           | Parti | Parti   | Député élu ou réélu      | Parti | Parti   |
| ------------------------ | ----- | ------- | ------------------------ | ----- | ------- |
| Jacques Grésa            |       | PCF     | Eugène Montel            |       | SFIO    |
| Marcelle Rumeau          |       | PCF     | André Rey                |       | SFIO    |
| Achille Auban            |       | SFIO    | Achille Auban            |       | SFIO    |
| Raymond Badiou           |       | SFIO    | Hippolyte Ducos          |       | Rad soc |
| Alfred Coste-Floret      |       | MRP     | Alfred Coste-Floret      |       | MRP     |
| Raymond Roques           |       | MRP     | Georges Turines          |       | Rad soc |
| Maurice Bourgès-Maunoury |       | Rad soc | Maurice Bourgès-Maunoury |       | Rad soc |

## Résultats

### Résultats à l'échelle du département
- Les listes RGR-Rad-UDSR, de la SFIO, et du MRP se sont apparentées.
- Leurs voix cumulées représentant plus de 50% des exprimés, tous les sièges sont répartis à la proportionnelle entre les partis apparentés.

| Parti    | Parti | Tête de liste            | Résultats | Résultats | Sièges |  |
| Parti    | Parti | Tête de liste            | Voix      | %         |        |  |
| -------- | --- | ------------------------ | --------- | --------- | ------ |  |
|          | Rassemblement des gauches républicaines-Parti radical-Union démocratique et socialiste de la Résistance * | Maurice Bourgès-Maunoury | 58 953    | 25,80     | 3      |  |
|          | Parti communiste français                                                                                 | Jacques Grésa            | 54 827    | 23,99     | 0      |  |
|          | Section française de l'Internationale ouvrière *                                                          | Achille Auban            | 51 869    | 22,70     | 3      |  |
|          | Rassemblement du peuple français                                                                          | Jacques Maziol           | 29 405    | 12,87     | 0      |  |
|          | Mouvement républicain populaire *                                                                         | Alfred Coste-Floret      | 24 059    | 10,53     | 1      |  |
|          | Rassemblement des groupes républicains et indépendants français                                           | René Chaffiaud           | 6 747     | 2,95      | 0      |  |
|          | Déf. lib                                                                                                  | Émile Gissot             | 2 580     | 1,13      | 0      |  |
|          | |                          |           |           |        |  |
| Inscrits | Inscrits                                                                                                  | Inscrits                 | 307 712   | 100,00    | 7      |  |
| Votants  | Votants                                                                                                   | Votants                  | 234 371   | 76,17     |        |  |
| Exprimés | Exprimés                                                                                                  | Exprimés                 | 228 534   | 97,51     |        |  |